# Lecidea subhumida
Lecidea subhumida är en lavart som beskrevs av Edvard(Edward) August Vainio. Lecidea subhumida ingår i släktet Lecidea, och familjen Lecideaceae. Enligt den finländska rödlistan är arten otillräckligt studerad i Finland. Arten har ej påträffats i Sverige. Artens livsmiljö är skogar.